# El Rosario Anholo
El Rosario Anholo är en ort i Mexiko.   Den ligger i kommunen Sitalá och delstaten Chiapas, i den sydöstra delen av landet, 800 km öster om huvudstaden Mexico City. El Rosario Anholo ligger 1 295 meter över havet och antalet invånare är 139.
Terrängen runt El Rosario Anholo är huvudsakligen kuperad, men åt sydväst är den bergig. Runt El Rosario Anholo är det glesbefolkat, med 16 invånare per kvadratkilometer. Närmaste större samhälle är Yajalón, 15,4 km norr om El Rosario Anholo. I omgivningarna runt El Rosario Anholo växer i huvudsak städsegrön lövskog.